# AgeX Therapeutics
AgeX Therapeutics (часто сокращаемая до AgeX) — американская биотехнологическая компания, разрабатывающая подходы к человеческому долголетию. Компания была основа в 2017 году Майклом Вестом, первоначально как филиал компании BioTimeen, при поддержке британского миллиардера-инвестора Джима Меллонаen и других.
Вице-президентом компании по созданию новых технологий стал Обри ди Грей, который также является директором по науке (chief scientific officer) Исследовательского фонда SENS. Председателем является Gregory Bailey, работавший прежде одним из руководителей компании Medivationen, пока та не была приобретена фармацевтическим гигантом Pfizer в 2016 году за 14 миллиардов долларов.
В январе 2020, AgeX Therapeutics объявило исследовательское сотрудничество с японской биофармацевтической фирмой для создания гипоиммунных клеток на базе технологической платформы AgeX.